# جيه دبليو ماريوت غراند رابيدز
جيه دبليو ماريوت غراند رابيدز كان أول فندق جيه دبليو ماريوت يفتتح في الغرب الأوسط. وقد أعطي طابع المدن الشقيقة لغراند رابيدز: أوميهاتشيمان، اليابان و بيلسكو بيالا، بولندا; بيروجيا، إيطاليا و منطقة الجا، غانا و زابوبان، المكسيك.
عندما تم افتتاح الفندق في بادئ الأمر، استأجرت إدارة الفندق المصور دان واتس للسفر إلى كل من المدن الشقيقة وتصويرهن. وزين كل طابق من طوابق الفندق بصور للمدن الشقيقة.

## روابط خارجية
- I Love the JW
- Marriott's Corporate Hotel Page

‌